# Родионова, Анна Вячеславовна
 А́нна Вячесла́вовна Родио́нова (род. 05.05.1990, Москва, СССР) — российский кинооператор и режиссёр документального кино, педагог высшей школы, член Союза кинематографистов РФ, Гильдии кинооператоров СК РФ и Гильдии неигрового кино и телевидения.

## Биография
Родилась в городе Москва 5 мая 1990 года.
В 2006 году участвовала в конкурсе "Молодых журналистов «Ступень к успеху», где заняла III место.
В 2014 году окончила кинооператорский факультет ВГИКа
(мастерская И. С. Клебанова).
В 2020 году закончила ассистентуру-стажировку ВГИКа по специальности кинооператор высшей квалификации и педагог творческих дисциплин высшей школы (руководитель М. Л. Агранович)
В качестве оператора и режиссёра сняла больше 20 документальных и игровых фильмов.

## Награды
Лауреат множества кинофестивалей документального кино:
- «Незабвение павших» автор, режиссёр, оператор Анна Родионова 2015 г.
- Лауреат номинации «Чти отца и матерь свою» на кинофестиваль «Соль земли» г. Самара 2015 г.
- Лучший документальный фильм кинофестиваля «Защитники отечества» Казань 2016
- Специальный приз ФСБ на кинофестивале «Ноль плюс» г. Тюмень 2015
- Специальный приз кинофестиваля «Кино детям» г. Самара 2015
- Специальный приз кинофестиваля «Вкратце» г. Волгоград 2016
- «Волшебный мир» реж. Анна Родионова 2018 г. — Лучший детский короткометражный фильм кинофестиваля «Зилант» 2018
- «Трудный выбор» реж. Анна Родионова 2019 г. — Лучший детский короткометражный фильм кинофестиваля «Зилант» 2019.[3].
- "Пока крутится пленка" автор сценария Анна Родионова - Победитель в номинатив лучший сценарий Международного кинофестиваля "Зилант"
- "Фронтовая песенка" режиссер Анна Родионова - Диплом 1 степени в номинатив "Документальный фильм" Всероссийского конкурса аудиовизуальных проектов "Песни Победы"

Замужем, Растит двоих детей.
Анна является педагогом высшей школы, так же увлекается фотографией, пишет статьи. Дипломной работой Анны Родионовой стал авторский документальный фильм, тогда Анна и поняла, что есть тяга не только к операторскому ремеслу, но и к режиссуре. Спустя несколько лет после окончания института, Анна начала свою педагогическую деятельность. Сначала в качестве педагога в детский киношколе «Шанс», где она со своими учениками сняла несколько игровых короткометражных картин, которые стали лауреатами и призёрами различных кинофестивалей, затем Анна нашла себя и в качестве педагога-наставника взрослых учеников, которые успешно поступают в ведущие киновузы страны. Анна увлекается так же и журналистикой, на её счету интервью и статьи для газеты «СК-новости», а также она стала соавтором книги про выдающегося кинооператороа Вадима Юсова «Вадим Юсов. Класс мастера». Но все же основой вид деятельности Анны — это операторское искусство, которое является её профессией и большой любовью. Однако, профессия режиссёра приносит ей не меньше удовольствия, и те фильмы, которые сняла Анна как режиссёр,
получили признание зрителей и на фестивалях .

## Фильмография

### Кинооператор
- 2008 — «Когда сердце живёт» — оператор, (реж. Владимир Степанович Кононенко).
- 2009 — «Дом Лены или кризис среднего возраста» — оператор, (реж. Ирина Свиридова).
- 2009 — «День отчаяния» — асс. оператор, (реж. Владимир Чубриков).
- 2010 — «У каждого своя дорога» — оператор, (реж. Ольга Жмиевская).
- 2011 — «Синдром привыкания» — игровое короткометражное — оператор, (реж. Наталья Богданова).
- 2012 — «Таксидермист» — оператор, (реж. Виктория Бугрова).
- 2013 — Короткометражный фильм «Рулетка»[5]
- 2015 — «Образование еврейских детей дошкольного возраста в Москве» — оператор, (реж. Лилия Постолова).
- 2015 — клип «Синяя гусеница» — оператор, (реж. Кристина Меркулова).
- 2015 — «Из жизни невлюблённых людей» — оператор, (реж. Иван Добровольский).
- 2015 — «Александровы камни» — оператор, (реж. Алина Гребенникова)[6].
- 2016 — «Четыре имени» (автор, режиссёр, оператор. 30 мин., 2016 (дебют)[7]
- 2017 — «От Виктора к Виктору» — оператор, (реж. Наталия Рудановская)
- 2017 — «Актер» реж. 15 минут игр. Александра Сергеевна
- 2017 — «Сыбзиоул — Мне хорошо» 24 минуты док., оператор (реж. Наталия Рудановская).[8]
- 2018 — «Доброе сердце» 7 минут, игр. реж. Ника Аббасова 2018 г.[9]
- 2018 — «Время чемпионов» 10 минут игр. реж. Ирина Никитина 2018 г.
- 2018 — «Физики vs Лирики» док. 25 минут, док. реж. М.Маш 2018 г.
- 2019 — «Как некий Херувим…» 44 минуты док реж. Елена Дубкова. Фильм о заслуженном артисте РФ А. С. Денникове[10]
- 2019 — «Живые памятники Санкт-Петербурга» 48 минут док. реж. Наталья Рудановская.[11]
- 2019 — «Светлана Усова. Дизайн в деталях» 56 минут док. реж. Алена Сокольникова.
- 2020 — «Рисующий сердцем» реж. Н.Рудановская 2020
- 2023 — "Русский путь Дмитрий Павлова" реж. Н.Рудановская 38 минут док.
- 2023 — "Пока крутится пленка..." реж.А.Гребенникова, автор сценария Анна Родионова 55 минут док (Победитель в номинации Лучший сценарий" Международного кинофестиваля Zilant г.Казань 2023 г.)
- 2024 - "Улыбка Визбора" реж.С.Харчевина

### Режиссёр, автор сценария
- 2014 — «Незабвение павших» 16 мин 2014 год док.[12].
- 2016 — «Четыре имени» 25 минут 2016 год док.[13].
- 2017 — «Тук-тук» реж. 13 минут игр. Анна Родионова 2017 [14].
- 2018 — «Волшебный мир» 15 минут реж. Анна Родионова 2018 г.[15].
- 2019 — «Трудный выбор» 7 минут реж. Анна Родионова 2019 г. https://disk.yandex.ru/i/Q-9tH7bnLbBd4g
- 2019 — «Письма с фронта» 6 минут реж. Анна Родионова 2019[16].
- 2023 — "Пока крутится пленка", к 95-летнему юбилею кинооператора Игоря Храплюка-Познанского - 55 минут [17].